# Jula De Palma
Pour les articles homonymes, voir Palma (homonymie).
Jula De Palma, née le 21 avril 1931 à Milan, est une chanteuse et actrice italienne.

## Biographie
Jula Jolanda De Palma commence à travailler au début des années 1950 à la radio avec Lelio Luttazzi. Au début de sa carrière, elle chante des chansons françaises comme C'est si bon, Maître Pierre ou Rien dans les mains, rien dans les poches (composées par Henri Betti) et des classiques du jazz : ses albums Jula in Jazz (1958) et Jula dans Jazz 2 (1959) contiennent les chansons I've Got You Under My Skin, One for My Baby et Blues dans la nuit. 
En 1957, elle épouse le compositeur Carlo Lanzi. En 1959, elle se produit au « Festival de Sanremo » avec la chanson Tua considérée  « trop sexy », qui sera censurée à la télévision nationale (RAI) pendant plusieurs années.  
En 1970, elle se produit lors d'un concert au théâtre Sistina à Rome (That Old Black Magic, I Won't Dance et St. Louis Blues), le morceau de bossa nova Desafinado et des sélections italiennes (Bugiardo e incosciente et Non credere).
En 1974, elle se retire de la musique et s'installe avec sa famille au Canada. En 2001, elle fait un bref retour à la télévision italienne.

## Ouvrages
- (it) Tua per sempre - L'autobiografia della signora del jazz italiano, prefazione di Enzo Giannelli, Coniglio Editore, 2009, 480 p.  (ISBN 978-88-6063-218-0).

## Filmographie
- 1954 : Napoli piange e ride (it) de Flavio Calzavara
- 1955 : La Bague fatale (Lacrime di sposa) de Sante Chimirri
- 1956 : Kean de Vittorio Gassman et Francesco Rosi
- 1959 : Destination San Remo (Destinazione Sanremo) de Domenico Paolella
- 1963 : Un marito in condominio d'Angelo Dorigo
- 1964 : Les Danseuses du désir (it) (Per una valigia piena di donne) de Renzo Russo
- 1974 : I cannoni tuonano ancora (it) de Sergio Colasanti